# Hjorthagen Wrams Gunnarstorps naturvårdsområde
Hjorthagen Vrams Gunnarstorp är ett naturvårdsområde (som sedan 1998 likställt med naturreservat) i Bjuvs kommun i Skåne län.
Reservatet bildades 1995 och omfattar 68 hektar. Det ligger sydost om Åstorp och består av en beteshage med glesa ekar och sumpskog.